# Plaque de la mer des Moluques
Pour l’article homonyme, voir Mer des Moluques.
La plaque de la mer des Moluques est une microplaque tectonique de la lithosphère de la planète Terre. Sa superficie est de 0,0103 stéradians. Elle est généralement associée à la plaque eurasienne.
Elle se situe dans le centre de l'Insulinde. Elle couvre le centre de l'île de Sulawesi et l'Ouest de la mer des Moluques dont l'île de Buru.
La plaque de la mer des Moluques est en contact avec les plaques de la Sonde, de Bird's Head et de la mer de Banda.
Le déplacement de la plaque de la mer des Moluques se fait à une vitesse de rotation de 4,07° par million d'années selon un pôle eulérien situé à 11°10' de latitude Nord et 56°75' de longitude Ouest (référentiel : plaque pacifique).

## Sources
- (en) Peter Bird, An updated digital model of plate boundaries, vol. 4, Geochemistry Geophysics Geosystems, 14 mars 2003 (DOI 10.1029/2001GC000252, Bibcode 2003GGG.....4.1027B, lire en ligne)